# Musée de la Serrure
Le musée de la Serrure, fondé en 1976 par la société Bricard dans l'hôtel Libéral Bruant, était situé 1, rue de la Perle dans le 3e arrondissement de Paris. Il est définitivement fermé depuis 2003.

## Description
La ville de Paris revend l'hôtel Libéral Bruant, maison personnelle de l'architecte Libéral Bruant, à la société Bricard en 1968, sous réserve de le restaurer et d'y installer un musée de la Serrure. Ce musée a ouvert ses portes de 1976 à 2002 ou 2003.
Le musée de la serrure était consacré à l'histoire de la serrure et de la serrurerie de l'Antiquité à nos jours.